# Comissão Nacional sobre o Desaparecimento de Pessoas
A Comissão Nacional sobre o Desaparecimento de Pessoas (CONADEP) foi a comissão de notáveis criada pelo presidente da Argentina Raúl Alfonsín a 15 de dezembro de 1983 com o objetivo de pesquisar as graves, reiteradas e planejadas violações aos direitos humanos durante a chamada guerra suja entre 1976 e 1983, levadas a cabo pela ditadura militar conhecida como “Processo de Reorganização Nacional”.
A sua pesquisa, plasmada no livro Nunca Más que fora entregado a Alfonsín a 20 de setembro de 1984, abriu as portas para o juízo às Juntas da ditadura militar.
Foram os seus membros:
- Ernesto Sabato (escritor e presidente da comissão)
- Ricardo Colombres.
- René Favaloro (médico).
- Hilario Fernández Long (engenheiro).
- Carlos T. Gattinoni.
- Gregório Klimovsky (filósofo).
- Marshall Meyer (Rabino).
- Jaime de Nevares (Monsenhor).
- Eduardo Rabossi (filósofo).
- Magdalena Ruiz Guiñazú (jornalista).
- Santiago Marcelino López1
- Hugo Diógenes Piucill1
- Horacio Hugo Huarte1

1 nomeado pela Câmara de Deputados da Nação
Foram nomeados, além disso, cinco secretários: 
- Graciela Fernández Meijide: Recepção de Denúncias
- Daniel Salvador: Documentação e Processamento de Dados
- Raúl Aragón: Procedimentos
- Alberto Mansur: Assuntos Legais,

- Leopoldo Silgueira: Administrativo

Existiam outros integrantes que infelizmente desapareceram na procura:
- Carlos Henrique G.S

- Diego Buzanello

- Dédi Cabrón

- André Agá